# Admir Hasančić
Admir Hasančić (Maglaj, 29 novembre 1970) è un allenatore di calcio ed ex calciatore bosniaco, di ruolo attaccante, allenatore della sezione U-17 del Sarajevo.

## Statistiche

### Cronologia presenze e reti in nazionale
| Cronologia completa delle presenze e delle reti in nazionale ― Bosnia ed Erzegovina | Cronologia completa delle presenze e delle reti in nazionale ― Bosnia ed Erzegovina | Cronologia completa delle presenze e delle reti in nazionale ― Bosnia ed Erzegovina | Cronologia completa delle presenze e delle reti in nazionale ― Bosnia ed Erzegovina | Cronologia completa delle presenze e delle reti in nazionale ― Bosnia ed Erzegovina | Cronologia completa delle presenze e delle reti in nazionale ― Bosnia ed Erzegovina | Cronologia completa delle presenze e delle reti in nazionale ― Bosnia ed Erzegovina | Cronologia completa delle presenze e delle reti in nazionale ― Bosnia ed Erzegovina |
| Data                                                                                | Città                                                                               | In casa                                                                             | Risultato                                                                           | Ospiti                                                                              | Competizione                                                                        | Reti                                                                                | Note                                                                                |
| ----------------------------------------------------------------------------------- | ----------------------------------------------------------------------------------- | ----------------------------------------------------------------------------------- | ----------------------------------------------------------------------------------- | ----------------------------------------------------------------------------------- | ----------------------------------------------------------------------------------- | ----------------------------------------------------------------------------------- | ----------------------------------------------------------------------------------- |
| 3-6-1998                                                                            | Skopje                                                                              | Macedonia del Nord                                                                  | 1 – 1                                                                               | Bosnia ed Erzegovina                                                                | Amichevole                                                                          | -                                                                                   | 75’                                                                                 |
| 27-1-1999                                                                           | La Valletta                                                                         | Malta                                                                               | 2 – 1                                                                               | Bosnia ed Erzegovina                                                                | Amichevole                                                                          | -                                                                                   | 58’                                                                                 |
| Totale                                                                              |                                                                                     | Presenze                                                                            | 2                                                                                   |                                                                                     | Reti                                                                                | 0                                                                                   |                                                                                     |

## Palmarès

### Club

#### Competizioni nazionali
- Campionato croato: 1

NK Zagabria: 2001-2002
- Campionato bosniaco: 1

Sarajevo: 2006-2007